# Zepar
Zepar, Zephar o  Zefar (en su defecto con S) es un demonio. Es un demonio principalmente relacionado con las perversiones sexuales. Alienta a los hombres, a cometer pecados sexuales con niños, animales o practicar la homosexualidad e incita a las mujeres al adulterio, pederastia y al lesbianismo. Tiene la forma de un muchacho de ojos verdes delante, y un escarabajo humanoide que se desplaza de espaldas detrás y que comanda 28 legiones.